# 聖餐の秘蹟 (プッサンの絵画)
『聖餐の秘蹟』（せいさんのひせき、仏: L'Eucharistie、英: The Sacrament of the Holy Eucharist）は、17世紀フランスの画家ニコラ・プッサンが1647年にキャンバス上に油彩で制作した絵画である。プッサンは、1636-1642年にカッシアーノ・ダル・ポッツォのために最初の「七つの秘蹟」の連作を描いたが、本作はポール・フレアール・ド・シャントルーのために制作した二番目の同主題連作 (1644-1648年) の第6作である。プッサンは、1647年9月1日にこの絵画を制作中であるとシャントルーに宛てて書いており、同年11月3日の次の手紙で絵画をすでにリヨンに向けて送ったことを記している。作品は1945年以来、ブリッジウォーター (Bridgewater) ・コレクションからの寄託作品として、エジンバラのスコットランド国立美術館に展示されている。

## 作品
カトリック教会が伝統的に認めてきた秘蹟には、「洗礼」、「堅信」、「聖体」、「ゆるし」、「病者の塗油 (以前、終油と呼ばれた)」、「叙階」、「結婚」の7つがある。その中で「聖餐」の秘蹟を表す本作は、『新約聖書』の「マタイによる福音書」 (26:17-30)、「マルコによる福音書」(14:12-26)、「ルカによる福音書」(22:1-23)、「ヨハネによる福音書」(13:21-30) に記述される「最後の晩餐」として描かれている。
最後の晩餐において、イエス・キリストは12人の弟子たちのうちの1人が彼を裏切ると宣告する。16世紀以前の最後の晩餐の絵画ではこの瞬間を描くのが普通であったが、宗教改革以来、カトリック教会は秘蹟の確実性を擁護する必要があった。そのため、最後の晩餐の場面はキリストの受難から切り離されて強調されるようになり、キリストがパンとワインを祝福し、自身の肉体と血 (聖餐) として弟子たちに与える姿を表現するのが普通になった。弟子たちはキリストを記憶する方法としてパンとワインを食するよう求められたが、それは今日でもキリスト教徒たちが行う儀式となっている。本作で、プッサンはその聖餐の起源を示しており、それぞれの弟子たちはパンを手にし、キリストの左手にあるワインのカップはテーブルに回されるところである。
プッサンが1641年に描いた『最後の晩餐』 (ルーヴル美術館、パリ) では、最後の晩餐についても、キリストを裏切るイスカリオテのユダについても、まったく表されておらず、儀式の瞬間だけが表されている。しかし、「七つの秘蹟」の2つの連作において、プッサンは聖餐の主題に物語的、歴史的要素を加えた。キリストと弟子たちはテーブルの周りを囲み、「ヨハネによる福音書」にあるように、背景に逃れ出ていくユダが描かれている。とはいえ、本作の形式は、全員が長いテーブルに座っている伝統的なものとは異っている。上述のように、プッサンの狙いは聖餐の起源を表すことであり、古代ローマ時代のトリクリニア (triclinia) と呼ばれる、寝そべる長椅子が場面を設定している。

## ギャラリー

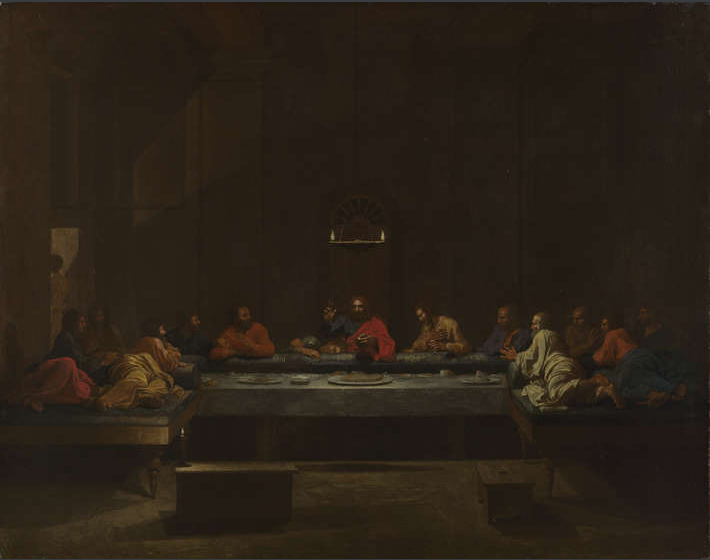
プッサンの第1の「七つの秘蹟」連作中の『終油の秘蹟』 (1637-1640年ごろ)、ナショナル・ギャラリー (ロンドン)
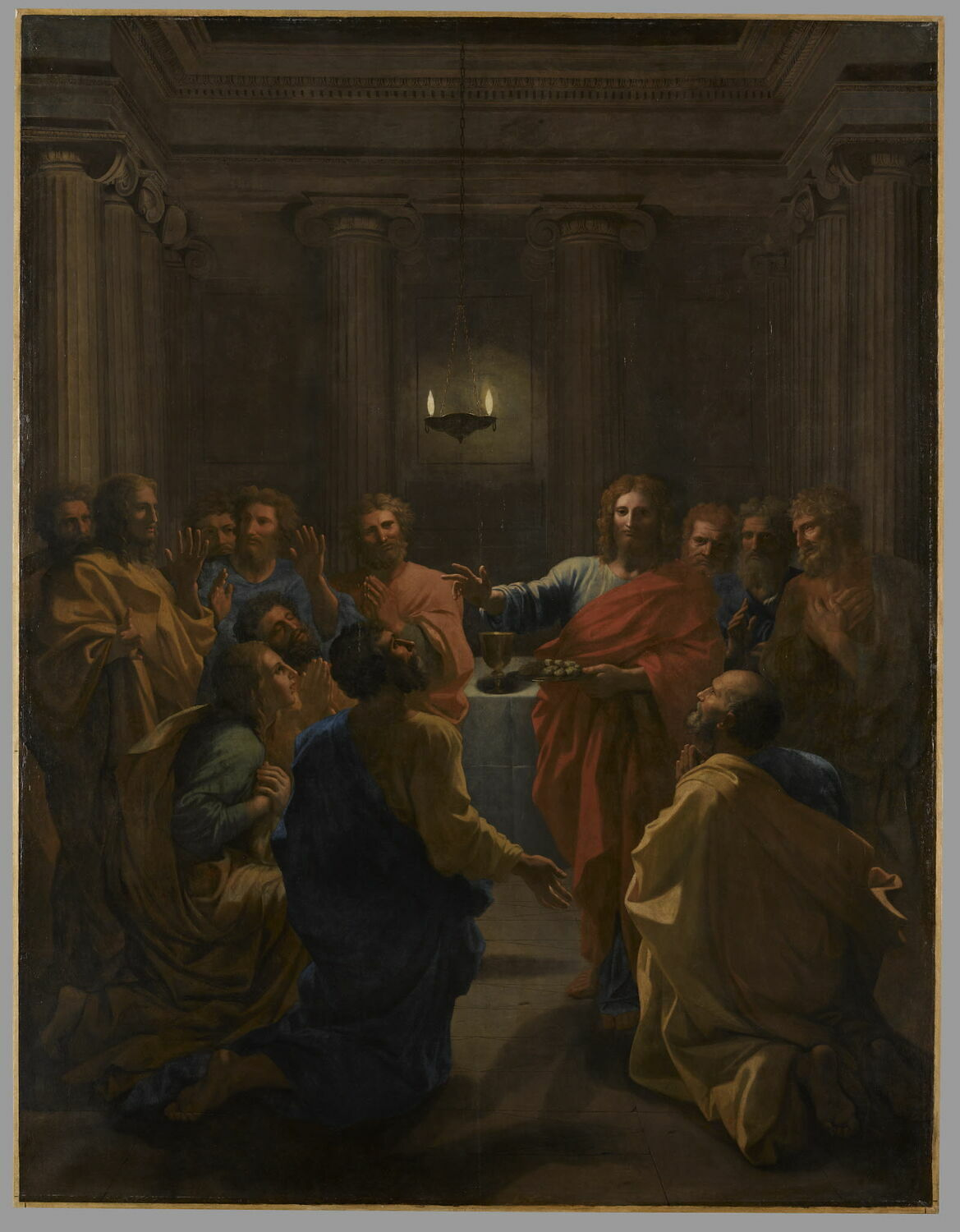
プッサン『終油の秘蹟』 (1641年)、ルーヴル美術館、パリ